# 地球ロマン
『地球ロマン』（ちきゅうロマン）は、1995年4月5日から1999年3月31日までNHK教育で放送されたドキュメンタリー番組である。

## 概要
海外で制作されたドキュメンタリー番組をNHKが再構成して放送する番組である。

## 放送時間
- 水曜 18:50 - 19:15

## 主なシリーズ
- シリーズ食べる（イギリス）
- 動物と共に生きる（フランス）
- 海に生きる（フランス）
- 人とウマ（フランス）
- 自然ビジュアル図鑑（イギリス）
- 南の島の物語（オーストラリア）
- オーストラリア鉄道の旅（オーストラリア）
- 野生の中の子供たち（フランス）
- 神話誕生（イギリス）
- ペンギンの来る海（チリ）
- 大自然に抱かれて（フランス）
- 野生の中の子供たち（フランス）
- 何でもビジュアル図鑑（イギリス）
- 中国の大自然に生きる（中国）
- 昆虫の世界（イギリス、アメリカ）
- 太陽系の旅（フランス）
- 極北を行く（デンマーク）
- ヒマラヤ・マナスルまで（アメリカ）
- 生き物たちを巡る旅（イギリス）
- 歴史探検（アメリカ）